# Опёнок осенний
Опёнок осе́нний, опёнок настоя́щий (лат. Armillaria mellea) — вид съедобных грибов рода опёнок семейства физалакриевые (Physalacriaceae).

## Описание

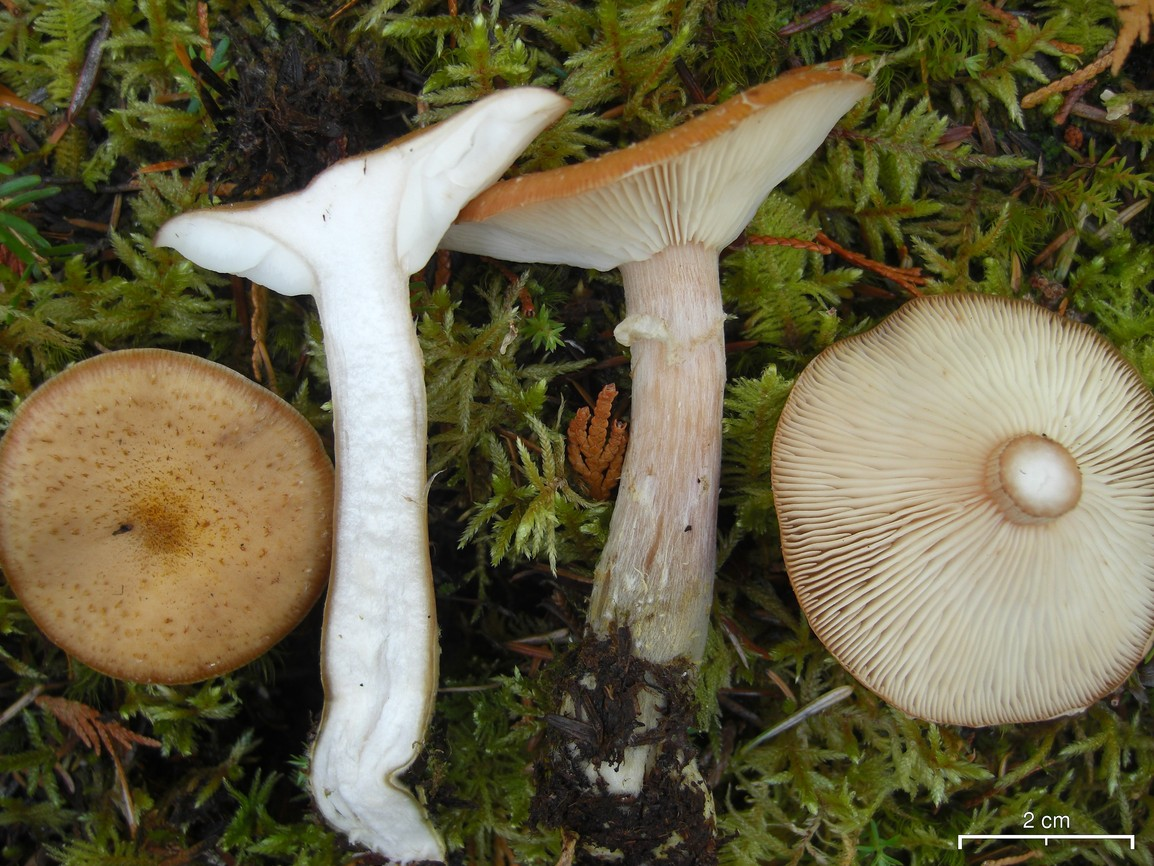

Шляпка диаметром 3—10 см (редко до 15—17 см), вначале выпуклая, раскрывается до плоской, часто с волнистыми краями. Кожица может быть окрашена в различные оттенки от медово-коричневого до зеленовато-оливкового, в центре более тёмная. Поверхность покрыта редкими светлыми чешуйками, с возрастом они могут исчезать.
Мякоть молодых шляпок плотная, беловатая, с возрастом становится тонкой; в ножках волокнистая, у зрелых грибов грубой консистенции. Запах и вкус приятные.
Пластинки относительно редкие, приросшие к ножке или слабо низбегающие. Молодые беловатого или телесного цвета, при созревании слегка темнеют, до розово-коричневых, могут покрываться бурыми пятнами.
Ножки длиной 8—10 (реже до 15 см) см и 1—2 см в диаметре, сплошные, со светлой жёлто-коричневой поверхностью, в нижней части темнее, до коричнево-бурого. У основания могут быть слегка расширенные, но не вздутые. Поверхность ножки, как и шляпки, покрыта хлопьевидными чешуйками. Плодовые тела часто срастаются основаниями ножек.
Остатки покрывал: кольцо в верхней части ножки, обычно прямо под шляпкой, хорошо заметное, плёнчатое, узкое, беловатое с жёлтым краем. Вольва отсутствует.
Споровый порошок белый
споры 8,5×5,5 мкм, широкоэллипсовидные.

### Изменчивость
Считается, что цвет шляпки зависит от субстрата, на котором живёт гриб. Опята, растущие на тополе, белой акации, шелковице имеют медово-жёлтый оттенок, на дубах — коричневатый, на бузине — тёмно-серый, на хвойных деревьях — красновато-коричневый.

## Экология и распространение

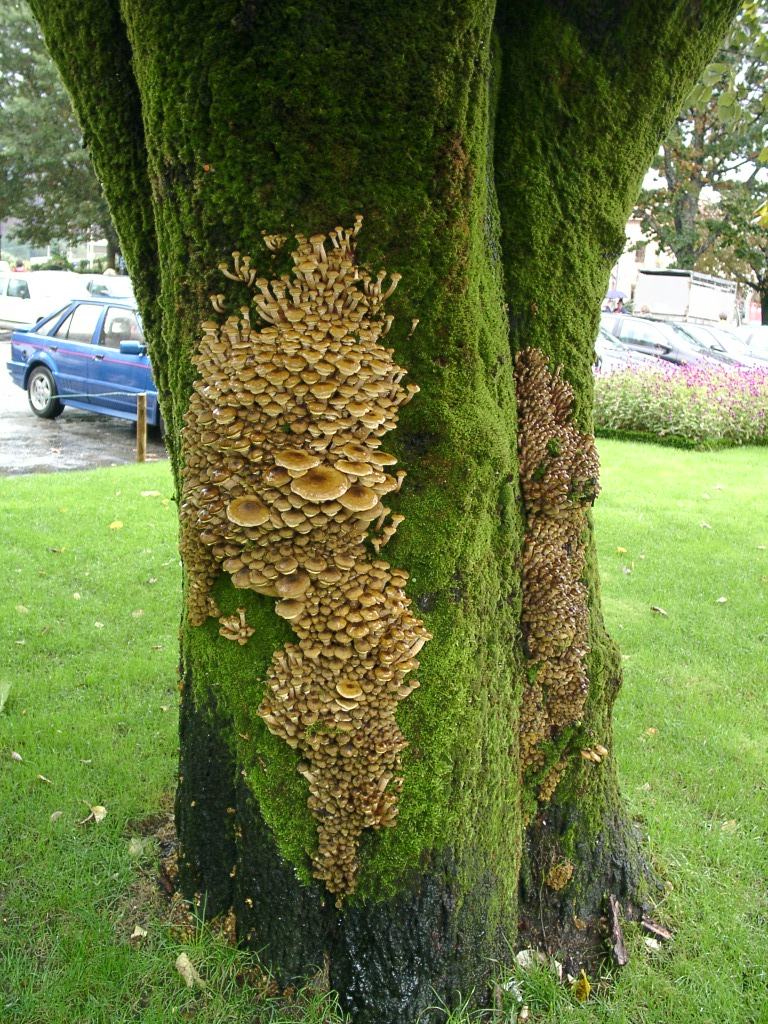
Группа опят осенних на липе (Португалия)

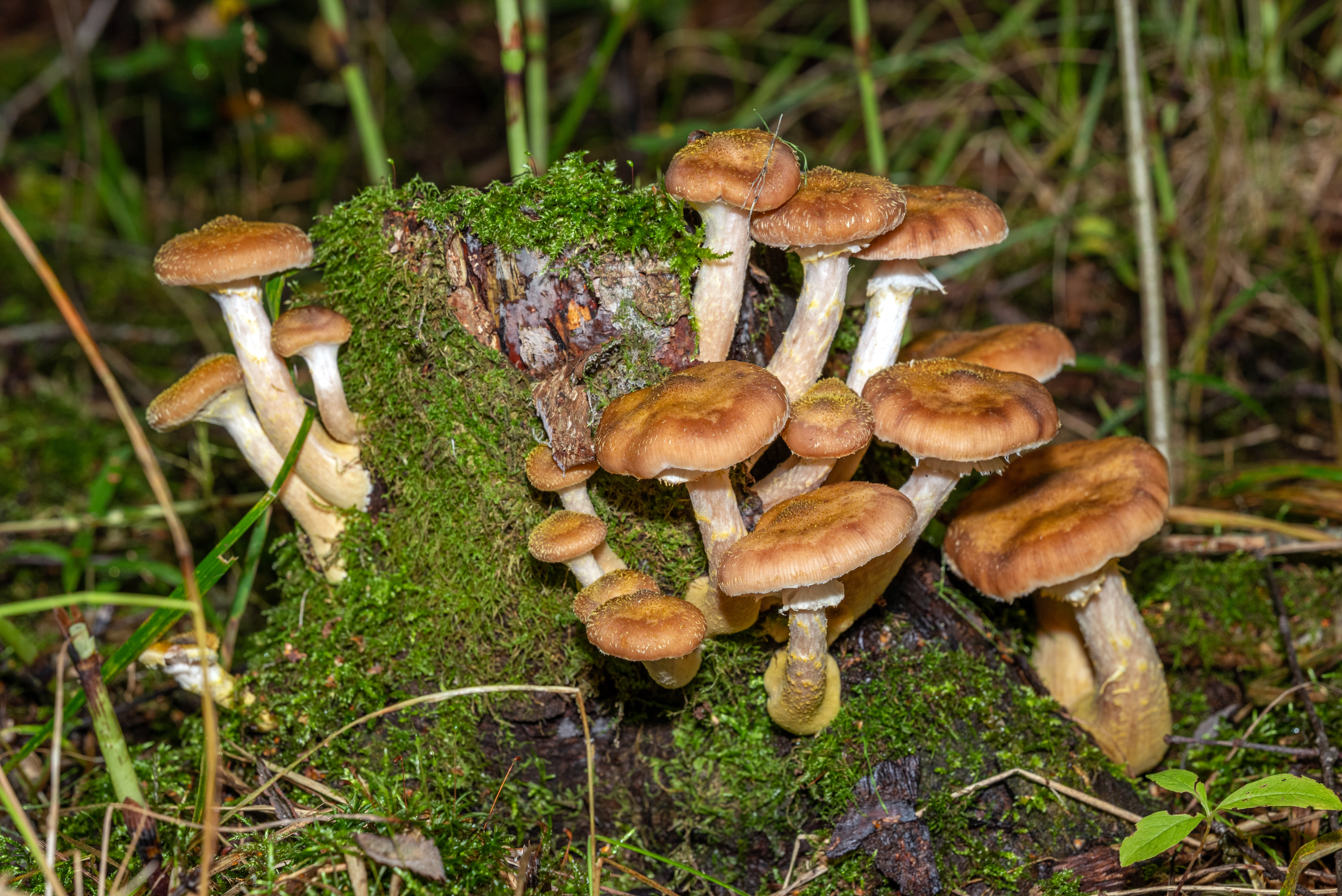
Опята осенние на пне (Ленинградская область)

Чаще всего является паразитом, поражает около 200 видов деревьев и кустарников, реже паразитирует на травянистых растениях, таких, как картофель. Вызывает белую гниль древесины. Растёт большими семьями (очень редко встречаются одинокие опята) на стволах живых деревьев, на их пнях. Способен распространяться на незаселённые деревья при помощи чёрных шнуровидных тяжей мицелия, длина которых достигает нескольких метров. Их часто можно заметить под корой поражённого растения.
Иногда опята являются сапрофитами: они растут на пнях и на мёртвых деревьях, а в особо урожайные годы — и на опавших ветках, и даже иногда на черенках опавших листьев. В этом случае отмечается белое свечение пней по ночам.
Широко распространён в лесах Северного полушария от субтропиков до Севера, отсутствует лишь в районах вечной мерзлоты.
Предпочитает сырые леса, особенно часто можно его встретить на деревьях и пнях, растущих по оврагам. Появляется также и на пнях, остающихся после рубки леса, следующие данные были получены для равнинной части Украины:
- На 2—3 год после рубки появляется вокруг пней берёзы, вяза, ольхи, осины;
- через 8—10 лет — на пнях дуба и сосны.

Урожайность опёнка осеннего зависит от погодных условий в данном сезоне. В благоприятные годы сбор может достигать 265—405 кг/га, в неблагоприятные (сухая осень) — до 100 кг/га (данные получены в 1970-х годах в Ровенской области).
Сезон: конец августа — начало зимы, наиболее массово плодоносит в первой половине сентября или при среднесуточной температуре ниже +15…+10 °C. Появляется во многих регионах двумя — тремя слоями, каждый из которых длится 15—20 суток.

## Сходные виды
Съедобные:
- Опёнок летний (Kuehneromyces mutabilis)
- Опёнок таблитчатый (Armillaria tabescens) и другие виды Armillaria

Несъедобные и ядовитые:
- Ложноопёнок серно-жёлтый (Hypholoma fasciculare) и другие ложные опята, от которых легко отличается наличием кольца на ножке.

## Пищевые качества

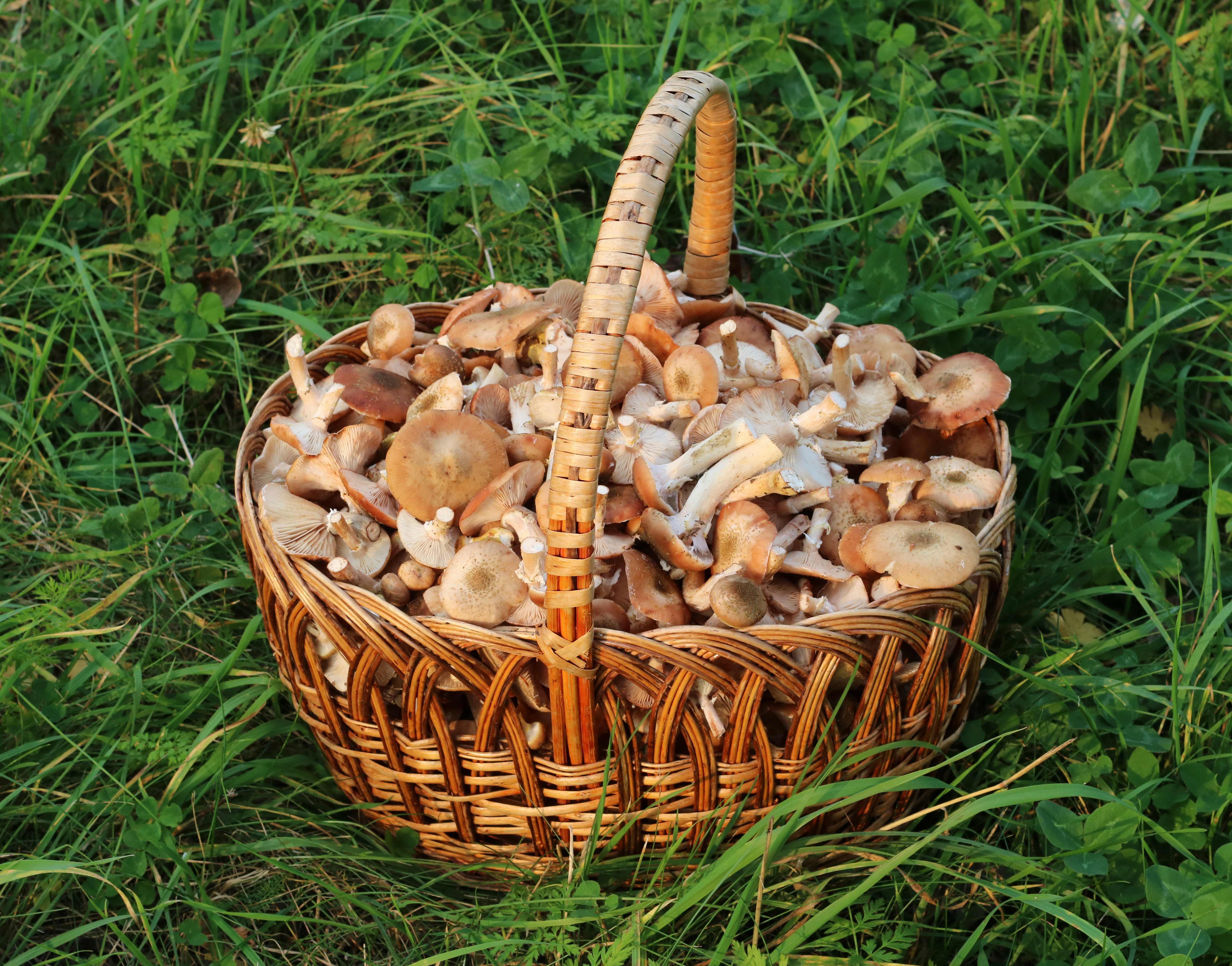
Опята в корзине

В различных источниках упоминается как съедобный или условно съедобный гриб. Недоваренный может вызывать аллергическое расстройство пищеварения. В Северной Америке считается очень ценным грибом и обычно носит название Honey Mushroom / Fungus. Хотя сбор этих грибов и не носит массового характера, он высоко ценится среди грибников. (https://en.wikipedia.org/wiki/Armillaria_mellea)В России же и странах Восточной Европы массово собирается и употребляется, здесь его считают одним из лучших пластинчатых грибов. По данным анкетного опроса, проведённого в Крыму, до 60 % грибников собирают опята, в основном осенние. Многие грибники отбирают для еды лишь молодые экземпляры или только шляпки.
Опёнок содержит ценные микроэлементы, играющие важную роль в кроветворении, так, 100 г опят удовлетворяют суточную потребность организма в цинке и меди.
Опята употребляют в пищу в солёном, маринованном, жареном, варёном и сушёном виде.
Хорошо поедается северным оленем (Rangifer tarandus) и крупным рогатым скотом.
| Что анализировалось | Воды (в %) | От абсолютного сухого вещества в % | От абсолютного сухого вещества в % | От абсолютного сухого вещества в % | От абсолютного сухого вещества в % | От абсолютного сухого вещества в % | От абсолютного сухого вещества в % | От абсолютного сухого вещества в % |
| Что анализировалось | Воды (в %) | белок                              | жир                                | маннит                             | сахар                              | зола                               | клетчатка                          | БЭВ                                |
| ------------------- | ---------- | ---------------------------------- | ---------------------------------- | ---------------------------------- | ---------------------------------- | ---------------------------------- | ---------------------------------- | ---------------------------------- |
| Ножка               | 92,53      | 26,91                              | 4,62                               | 9,16                               | 2,91                               | 8,81                               | 44,07                              | 3,52                               |
| Шляпка              | 92,80      | 28,16                              | 4,92                               | 10,74                              | 3,18                               | 10,92                              | 37,58                              | 4,50                               |

## Медицинское применение
Европейские и китайские ученые выяснили, что препараты на основе опенка помогают против следующих микроорганизмов:
- Золотистый стафилококк;
- Сенная палочка;
- Bacillus Cereus.